# ان‌جی‌سی ۵۸۶۶ (گروه کهکشانی)
گروه ان‌جی‌سی ۵۸۶۶ (انگلیسی: NGC 5866 Group) به گروه کوچکی از کهکشان‌ها گفته می‌شود که در صورت فلکی اژدها قرار دارند. نام این گروه برگرفته از کهکشان ان‌جی‌سی ۵۸۶۶؛ کهکشانی با بالاترین قدر ظاهری در همین گروه، است، هرچند که برخی از فهرست‌ها گروه کهکشانی ان‌جی‌سی ۵۹۰۷ را به عنوان درخشان‌ترین عضو فهرست می‌کنند.